# Schloss Cheptainville

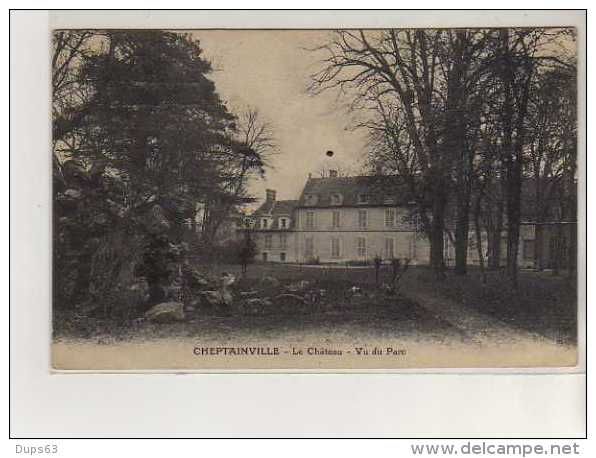
Das Schloss in Cheptainville auf einer Postkarte (vor 1930)

Das Schloss in Cheptainville, einer französischen Gemeinde im Département Essonne in der Region Île-de-France, wurde im 17. Jahrhundert errichtet. 
Das zweigeschossige Schloss wird von zwei Pavillons gerahmt. Am Eingang der Anlage stehen zwei Türme: Einer diente als Ort für Gerichtsverhandlungen des Grundherrn und der andere als Glockenturm.